# Storbritannien i olympiska vinterspelen 1932
Storbritannien deltog med fyra deltagare vid de olympiska vinterspelen 1932 i Lake Placid. Ingen av landets deltagare erövrade någon medalj.